# Clemens Cavallin
Clemens Paul Christian Cavallin, född den 3 juli 1867 i Lund, död den 9 februari 1942 i Växjö, var en svensk filolog och skolman. Han var son till Samuel Gustaf Cavallin och far till Sam Cavallin.
Cavallin avlade filosofie kandidatexamen vid Lunds universitet 1888 och filosofie licentiatexamen 1893. Han promoverades till filosofie doktor 1896. Cavallin var vice lektor i Linköping 1891–1895, i Norrköping 1895–1896, vice adjunkt i Malmö 1896–1897, extra ordinarie lektor i Ystad 1897–1902, lektor i Östersund 1902–1911, i Kristianstad 1911–1916 och i Växjö 1916–1932. Han blev ledamot av Växjö domkapitel 1917. Cavallin var medarbetare i Minnen från gamla skånska prästhem och När vi gingo i Lunds katedralskola. Han utgav vetenskaplig skrifter och skolböcker, publicerade tidningsartiklar och deltog i översättningen av Olaus Magnus Historia de gentibus septentrionalibus.